# هستور
هستور (به لاتین: Hestur) یکی از جزایر فارو است که در غرب جزیره استرومو و جنوب جزیره کولتور قرار دارد «هستور» در زبان فاروئی به معنی اسب است. هستور ۶٫۱ کیلومتر مربع مساحت و ۲۰ نفر جمعیت دارد.
در این جزیره روستایی به همین نام وجود دارد که ساکنان جزیره در آن زندگی می‌کنند.

## نگارخانه

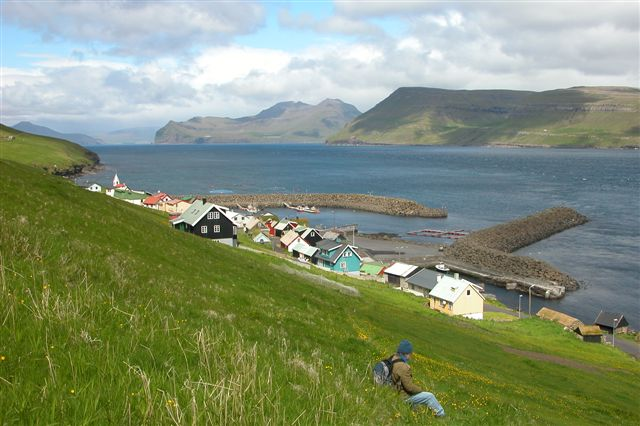
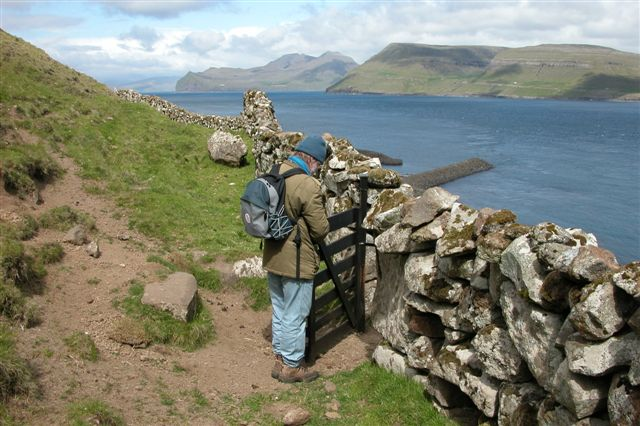